# Echo & the Bunnymen
Echo & the Bunnymen je britská post-punková hudební skupina založená v roce 1978 v Liverpoolu. Původní složení bylo Ian McCulloch, kytarista Will Sergeant a baskytarista Les Pattinson. Krátce poté se ke skupině přidal bubeník Pete de Freitas a v této sestavě nahráli své první album nazvané Crocodiles. McCulloch ze skupiny odešel v roce 1988 a jeho místa se ujal Noel Burke. Bubeník Freitas zemřel v roce 1989 a jako náhrada za něj přišel Damon Reece. Určitou dobu ve skupině působil ještě klávesista Jake Brockman. Skupina se rozpadla v roce 1993, ale v roce 1996 ji McCulloch, Sergeant a Pattinson obnovili. Poslední jmenovaný krátce nato odešel a od té doby skupina působí coby duo.

## Diskografie
Studiová alba
- Crocodiles (1980)
- Heaven Up Here (1981)
- Porcupine (1983)
- Ocean Rain (1984)
- Echo & the Bunnymen (1987)
- Reverberation (1990)
- Evergreen (1997)
- What Are You Going to Do with Your Life? (1999)
- Flowers (2001)
- Siberia (2005)
- The Fountain (2009)
- Meteorites (2014)
- The Stars, The Oceans & The Moon (2018)